# Money in the Bank (2018)
Money in the Bank (2018) foi um evento de luta livre profissional produzido pela WWE e transmitido em formato pay-per-view e pelo WWE Network que ocorreu em 17 de junho de 2018 no Allstate Arena na cidade de Rosemont, Illinois e que contou com a participação dos lutadores dos programas Raw e SmackDown. Este foi o nono evento da cronologia do Money in the Bank e o sétimo do calendário de pay-per-views de 2018 da WWE.
O card conteve onze lutas, incluindo uma pré-show. No evento principal, Braun Strowman venceu a luta Money in the Bank pelo lado masculino, enquanto Alexa Bliss venceu a luta pelo lado das mulheres. Bliss descontou seu contrato mais tarde na noite para conquistar o Campeonato Feminino do Raw de Nia Jax, após causar uma desqualificação no combate anterior entre Ronda Rousey e Jax. Nas lutas preliminares, AJ Styles reteve o Campeonato da WWE contra Shinsuke Nakamura em uma  luta Last Man Standing, Roman Reigns derrotou Jinder Mahal, Seth Rollins reteve o Campeonato Intercontinental contra Elias e Carmella reteve o Campeonato Feminino do SmackDown contra Asuka com a ajuda do retornante James Ellsworth.

## Antes do evento
Money in the Bank teve combates de luta livre profissional de diferentes lutadores com rivalidades e histórias pré-determinadas que se desenvolveram no Raw e SmackDown Live — programas de televisão da WWE. Os lutadores interpretaram um vilão ou um mocinho seguindo uma série de eventos para gerar tensão, culminando em várias lutas. O evento de 2018 incluiu duas lutas Money in the Bank, uma para lutadores masculinos e uma para as mulheres, cada uma com oito participantes, divididos igualmente entre os programas Raw e SmackDown. Os lutadores masculinos competiram por um contrato que lhes concede uma luta pelo Campeonato Universal do Raw ou para o Campeonato da WWE do SmackDown, enquanto lutadoras femininas competiram por um contrato para conceder-lhas uma luta pelo Campeonato Feminino do Raw ou Campeonato Feminino do SmackDown.
As qualificações para a luta Money in the Bank masculina começaram no Raw no episódio de 7 de maio do programa. Braun Strowman derrotou Kevin Owens para se qualificar enquanto Finn Bálor se qualificou após derrotar Sami Zayn e Roman Reigns em uma luta triple threat, depois de Jinder Mahal interferir e atacar Reigns. Na noite seguinte no SmackDown, The Miz e Rusev se qualificaram para o combate após derrotarem Jeff Hardy e Daniel Bryan, respectivamente. No Raw seguinte, mais lutas triple threat renderam mais dois participantes: Bobby Roode derrotou Baron Corbin e No Way Jose enquanto Owens (substituindo Mahal, que foi lesionado por Reigns) derrotou Elias e Bobby Lashley depois de Zayn interferir e atacar Lashley. No episódio de 15 de maio do SmackDown, Big E e Xavier Woods, ambos do The New Day derrotaram Cesaro e Sheamus em uma luta de duplas, permitindo que um membro se qualificasse. No episódio de 29 de maio do SmackDown, Samoa Joe derrotou Big Cass e Bryan em uma luta triple threat para se qualificar.
Big Cass e Daniel Bryan começaram a rivalizar após Cass retornar de lesão durante o WWE Superstar Shake-up 2018. Cass atacou Bryan no SmackDown e o eliminou na luta do Greatest Royal Rumble. Bryan então derrotou Cass no Backlash, mas foi atacado por seu oponente após o combate. Bryan devolveu o ataque no episódio de 15 de maio do SmackDown e em um house show na Alemanha. Ao lesionar a perna de Cass, Bryan não apenas lhe custou uma vaga em uma luta programada contra Samoa Joe para se qualificar para o Money in the Bank, como também assegurou uma vaga para si mesmo após derrotar Jeff Hardy no episódio de 22 de maio do SmackDown. No entanto, quando Cass retornou da lesão a tempo, a luta foi transformada em uma triple threat, que foi vencida por Joe. Após o combate, Cass atacou Bryan novamente. Em 2 de junho, uma luta entre os dois foi marcada para o Money in the Bank.
As qualificações para a luta Money in the Bank feminina também começaram no episódio do Raw em 7 de maio, , com Ember Moon derrotando Sasha Banks e Ruby Riott em uma luta triple threat para se qualificar. Na noite seguinte no SmackDown, Charlotte Flair se qualificou sobre Peyton Royce. No Raw seguinte, Alexa Bliss derrotou Bayley e Mickie James em uma luta triple threat para se qualificar. No episódio de 15 de maio do SmackDown, Becky Lynch derrotou Mandy Rose e Sonya Deville em uma luta triple threat para se qualificar. No episódio seguinte do Raw, Natalya derrotou Sarah Logan, Liv Morgan e Dana Brooke em uma luta fatal four-way para se qualificar. Na noite seguinte no SmackDown, Lana e Naomi se qualificaram para a luta após derrotarem Billie Kay e Deville, respectivamente. A última luta de qualificação ocorreu em 28 de maio no episódio do Raw, onde Banks derrotou Bayley, Brooke, James, Logan, Morgan e Riott em uma luta gauntlet de sete mulheres para conquistar a última vaga.
No WrestleMania 34, AJ Styles derrotou Shinsuke Nakamura para reter o Campeonato da WWE. Após o combate, Nakamura atacou Styles com um golpe baixo, se tornando um vilão no processo. Os dois continuaram a rivalizar no Greatest Royal Rumble e no Backlash, com as lutas acabando em empate em ambas as ocasiões. O comissário do SmackDown Shane McMahon, marcou uma quarta luta entres os dois para o Money in the Bank, e prometeu que haveria uma vencedor decisivo. No episódio de 15 de maio do SmackDown, Nakamura conquistou o direito de escolher a estipulação para a luta após derrotar Styles. Na semana seguinte, Nakamura atacou Styles com um Kinshasa do lado de fora do ringue e escolheu que a luta seria uma Last Man Standing.
Durante uma entrevista ao evento da NBCUniversal, Upfront, em 14 de maio, Ronda Rousey foi entrevistada por Cathy Kelley. A campeão feminina do Raw Nia Jax, interrompeu a entrevista e desafiou Rousey para um combate no Money in the Bank, colocando seu título em jogo. Rousey aceitou o desafio. Na semana seguinte, ambas Rousey e Jax assinaram seus contratos para a luta.. Na semana seguinte, Jax demonstrou em um wrestler amador que ela iria reverter o armlock de Rousey e realizar um powerbomb.
No episódio de 15 de maio do SmackDown, a campeã feminina do SmackDown, Carmella, celebrou seu reinado com o título. A gerente geral do SmackDown Paige, interrompeu Carmella e marcou uma luta pelo título entre ela e Asuka para o Money in the Bank.
Em 7 de maio no episódio do Raw, Jinder Mahal custou a Roman Reigns uma chance de se qualificar para a luta Money in the Bank. Na semana seguinte, Reigns atacou Mahal nos bastidores e aplicou o spear no mesmo contra uma parede. Em 21 de maio no episódio do Raw, depois de Reigns e Seth Rollins derrotarem Mahal e Kevin Owens, Mahal atacou Reigns com uma cadeira. Uma luta entre os dois foi marcada para o Money in the Bank.
Em 22 de maio no episódio do SmackDown, Luke Gallows e Karl Anderson derrotaram The Usos (Jey e Jimmy Uso) para se tornarem os desafiantes número um dos Bludgeon Brothers (Harper e Rowan) pelo Campeonato de Duplas do SmackDown no Money in the Bank. A luta foi programada para o pré-show do Money in the Bank.
Durante uma luta de duplas no episódio de 23 de abril do Raw, Bobby Lashley aplicou um one-handed suspended vertical suplex em Sami Zayn, o qual Zayn alegou ter lhe dado vertigem e o tirado do Greatest Royal Rumble. No Backlash, Lashley e Braun Strowman derrotaram Kevin Owens e Sami Zayn. Durante uma entrevista no episódio de 7 de maio, Lashley falou muito sobre sua família, incluindo suas três irmãs. Em resposta, Zayn disse que Lashley não era um cara legal, e prometeu trazer as irmãs de Lashley para dizer a verdade. No episódio de 21 de maio, três homens vestidos com as irmãs de Lashley, acusaram Lashley de violência. Lashley interrompeu o segmento e atacou Zayn e os impostores. Na semana seguinte, uma luta entre os dois foi marcada para o Money in the Bank.
No episódio de 28 de maio do Raw, Seth Rollins interrompeu Elias, que mais uma vez tentava cantar para o público, e o forçou a sair. Depois do combate de Rollins, Elias quebrou uma guitarra em suas costas. Em 31 de maio, uma luta entre os dois pelo Campeonato Intercontinental foi marcada para o Money in the Bank.

## Evento
| Papel:             | Nome:                                                        |
| ------------------ | ------------------------------------------------------------ |
| Comentaristas      | Michael Cole (Raw / Luta Money In The Bank masculina)        |
| Comentaristas      | Corey Graves (todas as lutas)                                |
| Comentaristas      | Jonathan Coachman (Raw / Luta Money In The Bank feminina)    |
| Comentaristas      | Tom Phillips (SmackDown / Luta Money In The Bank feminina)   |
| Comentaristas      | Byron Saxton (SmackDown / Luta Money In The Bank masculina)  |
| Comentaristas      | Carlos Cabrera (espanhol)                                    |
| Comentaristas      | Marcelo Rodríguez (espanhol)                                 |
| Comentaristas      | Tim Haber (alemão)                                           |
| Comentaristas      | Calvin Knie (alemão)                                         |
| Anunciadores       | Greg Hamilton (SmackDown / Luta Money In The Bank masculina) |
| Anunciadores       | JoJo (Raw / Luta Money In The Bank feminina)                 |
| Árbitros           | Danilo Anfibio                                               |
| Árbitros           | Jason Ayers                                                  |
| Árbitros           | Mike Chioda                                                  |
| Árbitros           | John Cone                                                    |
| Árbitros           | Dan Engler                                                   |
| Árbitros           | Chad Patton                                                  |
| Árbitros           | Charles Robinson                                             |
| Árbitros           | Rod Zapata                                                   |
| Repórteres         | Charly Caruso                                                |
| Painel do pré-show | Renee Young                                                  |
| Painel do pré-show | Booker T                                                     |
| Painel do pré-show | Peter Rosenberg                                              |
| Painel do pré-show | David Otunga                                                 |

### Pré-show
Durante o pré-show, The Bludgeon Brothers (Harper e Rowan) defenderam o Campeonato de Duplas do SmackDown contra Luke Gallows e Karl Anderson. Harper e Rowan executaram o The Reckoning em Gallows para reterem o título.

### Lutas preliminares
O pay-per-view abriu com Daniel Bryan enfrentando Big Cass. No clímax, Bryan aplicou um running high knee em Cass e o forçou a desistir com um heel hook.
Seguidamente, Bobby Lashley enfrentou Sami Zayn. No clímax, Lashley aplicou três delayed vertical suplexes em Zayn para fazer o pinfall e vencer.
Após isso, Seth Rollins defendeu o Campeonato Intercontinental contra Elias. No final, Rollins fez o pin em Elias com um schoolboy enquanto segurava as calças de Elias para reter o título.
No quinto combate, Ember Moon, Charlotte Flair, Alexa Bliss, Becky Lynch, Natalya, Naomi, Lana e Sasha Banks competiram na luta Money in the Bank feminina. No final, Lynch tentou pegar a maleta, sendo impedida por Bliss que empurrou a escada, fazendo Lynch cair. Bliss subiu na escada para pegar a maleta e vencer o combate.
No combate seguinte, Roman Reigns enfrentou Jinder Mahal, que estava acompanhado por um lesionado Sunil Singh em uma cadeira de rodas. Singh empurrou Reigns no poste do ringue, mostrando que sua lesão era falsa. Durante a luta, Reigns aplicou um superman punch e um spear em Singh. No final, Reigns aplicou um spear em Mahal para vencer.
Seguidamente, Carmella defendeu seu Campeonato Feminino do SmackDown contra Asuka. No final, Asuka foi distraída por uma pessoa vestida com sua máscara e seus trajes. A figura mascarada revelou-se como o retornante James Ellsworth. Carmella tomou vantagem da distração e aplicou um Princess Kick em Asuka para reter o título.
Após isso, AJ Styles defendeu o Campeonato da WWE contra Shinsuke Nakamura em uma luta Last Man Standing. No início da luta, Nakamura revertou o Phenomenal Forearm de Styles após chutar a perna do mesmo. No topo da mesa dos comentaristas, Nakamura aplicou um Kinshasa em Styles. No entanto, Styles conseguiu se levantar com a contagem no nove. Nakamura jogou Styles sobre uma mesa,  que estava posicionada no canto do ringue, com Styles novamente se levantando com a contagem no nove. Styles começou a mirar na perna de Nakamura e aplicou um Calf Crusher no mesmo. Styles atacou Nakamura com uma cadeira, porém, Nakamura retaliou com um low blow; Styles se levantou com a contagem no oito. Do lado de fora do ringue, Nakamura aplicou um Kinshasa em Styles, que mais uma vez se levantou no nove. Styles aplicou um Phenomenal Forearm sobre uma mesa de comentaristas e um Styles Clash em Nakamura sobre os degrais de aço, com Nakamura se levantando com a contagem no nove. No final, Styles atacou Nakamura com um low blow e aplicou um Phenomenal Forearm em Nakamura sobre uma mesa de comentaristas. Nakamura não conseguiu responder a contagem de dez do árbitro, fazendo Styles vencer e reter seu título.
Seguidamente, Nia Jax defendeu seu Campeonato Feminino do Raw contra Ronda Rousey. No final, quando Rousey aplicava um armbar em Jax, Alexa Bliss apareceu e atacou Rousey com sua maleta do Money in the Bank,  causando uma desqualificação. Jax foi desqualificada mas sobre as regras, reteve o título. Bliss continuou atacando Rousey e depois Jax, e então descontou seu contrato do Money in the Bank, aplicando um snap DDT e um Twisted Bliss em Jax para conquistar o título pela terceira vez.

### Evento principal
O evento principal foi a luta Money in the Bank masculina envolvendo Braun Strowman, Finn Bálor, The Miz, Rusev, Bobby Roode, Kevin Owens, Samoa Joe e um membro do The New Day, revelado como sendo Kofi Kingston. Todos os participantes atacaram Strowman, e o enterraram debaixo de uma pilha de escadas. Strowman mais tarde se recuperou e atacou Bálor e Kingston. Joe, Owens e Rusev colocaram Strowman em uma mesa, com Owens subindo uma grande escada para saltar até Strowman. Strowman conseguiu escapar, subindo a escada e jogando Owens sobre duas mesas. Joe atacou Strowman com uma escada. Bálor aplicou um Coup de Grâce em Roode sobre uma escada. Bálor subiu na escada e tentou pegar a maleta, sendo impedido por Strowman. Strowman então aplicou running powerslams em ambos Miz e Joe. No final, com Bálor e Strowman subindo a escada, Kingston pulou nas costas de Strowman. Strowman empurrou ambos os oponentes e pegou a maleta para vencer o combate.

## Resultados
| Nº                                          | Resultados                                                                                              | Estipulações                                                                                        | Tempo |
| ------------------------------------------- | --- | --------------------------------------------------------------------------------------------------- | ----- |
| Pré- show                                   | The Bludgeon Brothers (Harper e Rowan) (c) derrotaram Luke Gallows e Karl Anderson                      | Luta de duplas pelo Campeonato de Duplas do SmackDown                                               | 7:00  |
| 1                                           | Daniel Bryan derrotou Big Cass por submissão                                                            | Luta individual                                                                                     | 16:19 |
| 2                                           | Bobby Lashley derrotou Sami Zayn                                                                        | Luta individual                                                                                     | 6:35  |
| 3                                           | Seth Rollins (c) derrotou Elias                                                                         | Luta individual pelo Campeonato Intercontinental da WWE                                             | 17:00 |
| 4                                           | Alexa Bliss derrotou Becky Lynch, Charlotte Flair, Ember Moon, Lana, Naomi, Natalya e Sasha Banks       | Luta Money in the Bank por um contrato para uma luta por um título feminino                         | 18:30 |
| 5                                           | Roman Reigns derrotou Jinder Mahal                                                                      | Luta individual                                                                                     | 15:44 |
| 6                                           | Carmella (c) derrotou Asuka                                                                             | Luta individual pelo Campeonato Feminino do SmackDown                                               | 11:10 |
| 7                                           | AJ Styles (c) derrotou Shinsuke Nakamura                                                                | Luta Last Man Standing pelo Campeonato da WWE                                                       | 31:15 |
| 8                                           | Ronda Rousey derrotou Nia Jax (c) por desqualificação                                                   | Luta individual pelo Campeonato Feminino do Raw                                                     | 11:05 |
| 9                                           | Alexa Bliss derrotou Nia Jax (c)                                                                        | Luta individual pelo Campeonato Feminino do Raw; Bliss descontou seu contrato do Money in the Bank. | 0:35  |
| 10                                          | Braun Strowman derrotou Bobby Roode, Finn Bálor, Kevin Owens, Kofi Kingston, Rusev, Samoa Joe e The Miz | Luta Money in the Bank por um contrato para uma luta por um título mundial                          | 19:53 |
| (c) – Refere-se aos campeões antes da luta. | | |       |